# Igor Matić
Igor Matić (22 de julho de 1981) é um futebolista profissional sérvio que atua como meia.

## Carreira
Igor Matić representou a Seleção Servo-Montenegrina de Futebol nas Olimpíadas de 2004.